# Kinyras Peyias
APOP Kinyras Peyias (greacă Αθλητικός Ποδοσφαιρικός Ομιλος Πέγειας Κινύρας;Athletic Football Club Peyia Kinyras) este un club de fotbal cipriot cu sediul în Peyia.Echipa susține meciurile de acasă pe Stadionul Municipal Peyia cu o capacitate de 3.828 de locuri.